# Goniothalamus macrocalyx
Goniothalamus macrocalyx är en kirimojaväxtart som beskrevs av Nguyên Tiên Bân. Goniothalamus macrocalyx ingår i släktet Goniothalamus och familjen kirimojaväxter. IUCN kategoriserar arten globalt som sårbar. Inga underarter finns listade i Catalogue of Life.